# Борзія
Борзія (рум. Borzia) — село у повіті Муреш в Румунії. Входить до складу комуни Рестоліца.
Село розташоване на відстані 295 км на північ від Бухареста, 55 км на північний схід від Тиргу-Муреша, 103 км на схід від Клуж-Напоки.

## Населення
За даними перепису населення 2002 року у селі проживала 91 особа, усі — румуни. Усі жителі села рідною мовою назвали румунську.